# Gifford’s Stone House

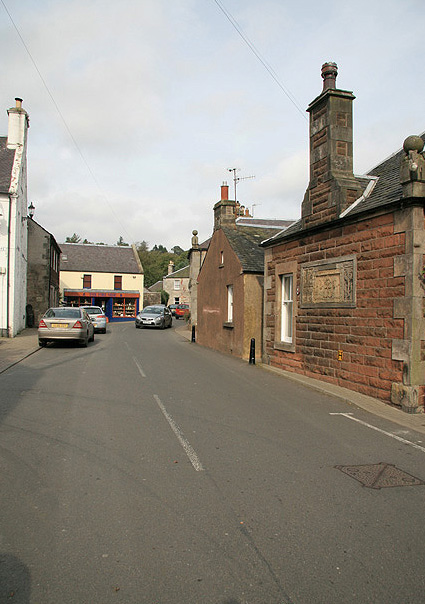
Gifford’s Stone House ist das erste Gebäude am rechten Bildrand

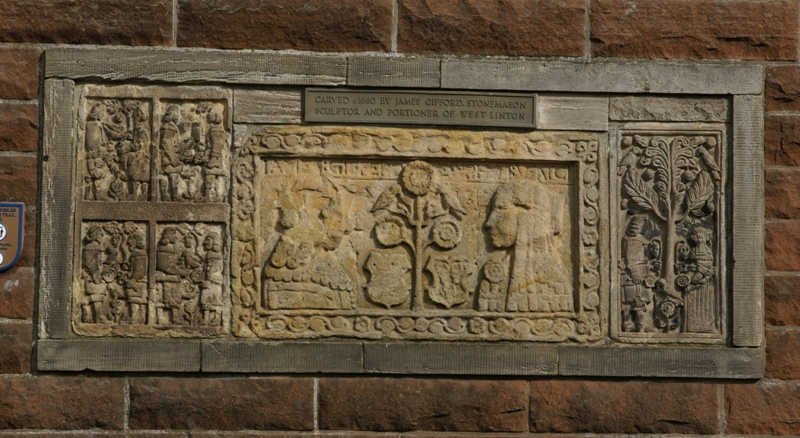
Eingelegte Platte

Gifford’s Stone House ist ein Wohngebäude in der schottischen Ortschaft West Linton in der Council Area Scottish Borders. 1989 wurde das Bauwerk in die schottischen Denkmallisten in der höchsten Denkmalkategorie A aufgenommen.

## Geschichte
In früheren Jahrhundert war West Linton ein Zentrum der Steinmetze. In der unregelmäßig gestalteten Altstadt finden sich zahlreiche Steinmetzarbeiten insbesondere aus dem 18. und 19. Jahrhundert. Gifford’s Stone House stammt aus dem späten 19. Jahrhundert. In sein Mauerwerk ist jedoch eine um 1660 gestaltete Platte eingelegt. Künstler war der lokale Steinmetzmeister James Gifford. Ursprünglich war die Platte, die unter anderem ihn selbst und seine Ehefrau Euphemia Veitch zeigt, in seinem Privathaus eingesetzt. Dieses befand sich entweder am selben Standort oder zumindest in der Nähe. Es wurde um 1860 abgebrochen. Ein Kamin aus diesem Haus wurde in das Spitalhaugh House verbracht.

## Beschreibung
Gifford’s Stone House liegt an der Einmündung des Christina Howieson Close in die Main Street. Das Mauerwerk des einstöckigen Gebäudes besteht aus bossiertem, roten Sandstein mit gelblichen Einfassungen und Ecksteinen. Vierteilige Sprossenfenster flankieren die mittig an der langen Südseite befindliche Eingangstüre. Darüber treten aus dem abschließenden schiefergedeckten Walmdach zwei Walmdachgauben heraus. Eine kugelförmige Sonnenuhr auf einem kubischen Schaft auf der Südwestkante ist vermutlich auch ein Werk Giffords.